# Chapelle de Saint-Evy
La chapelle de Saint-Evy est située dans l'enclave de la commune de Saint-Jean-Trolimon, commune situé en pays bigouden entre Pont-l'Abbé, Plomeur et Plonéour-Lanvern.
Implantée au bas d'une pente qui plonge vers un marais et sa roselière, alimentés par la rivière qui se jette dans l'étang de Saint-Vio en contrebas, la chapelle de Saint-Evy est l'exemple de ces sanctuaires de dévotion si nombreux en Basse-Bretagne. Opulents ou modestes, ils émaillent le territoire de milliers de clochers. Point focal d'un habitat dispersé, les chapelles faisaient souvent office d'églises paroissiales secondaires, avec son curé, sa cure, et son cimetière. Saint-Evy en fut doté jusqu'au XVIIIe siècle, lieu de culte et de rassemblement d'un territoire bien particulier, dépendant de Saint-Jean-Trolimon mais séparé par la commune de Ploneour. Cette enclave, héritée du Moyen-Âge (ancienne trève de Gorre-Beuzec) et qui n'a pas disparu avec la Révolution, s'est constituée en communauté quasi indépendante, du fait de son éloignement du bourg, les habitants se reconnaissant d’abord par leur appartenance à une même trève ou frairie avant de l’être par la paroisse. Kerbascol, situé à deux cents mètres du site, est le groupement de maisons le plus important de l‘enclave avec le Mejou Roz situé un peu plus loin, sur le territoire de Plonéour où se trouvait l‘école publique partagée entre les deux communes et des commerces. 

## Origines
Lieu de culte des eaux d’origine celtique, le site garde la présence d’une fontaine, dont la source est située sous l'autel de la chapelle. Elle sourd au fond d’une simple cavité prise dans le mur à l’angle de la nef et du transept au sud, le long duquel elle s'écoule pour rejoindre le marais. Héritière des anciens rituels dédiés aux forces naturelles, elle aurait la vertu de guérir les rhumatismes. Avant de procéder aux ablutions, le fidèle doit faire trois ou neuf fois le tour de la chapelle pieds nus, avant de boire l'eau de la source ou d’en verser sur les membres douloureux.
À l'instar de bien d'autres chapelles, le rite païen est probablement christianisé dès le haut Moyen-Âge, et pour en mieux canaliser les pratiques de dévotion, doté d'un ermitage ou d’une chapelle. 

## La chapelle
La chapelle, constituée au départ d’une unique nef, a adopté au cours des siècles une forme en T : c’est une simple nef se finissant par un chevet plat coupé d’un transept. Le pignon du transept nord porte une pierre marquée d’un calice et de la date 1660. Elle indique probablement les travaux d’extension qui dotèrent la nef primitive du transept. Les murs de la partie la plus ancienne sont formées de frustes moellons alors que la partie du XVIIe siècle est en bel appareil de pierres de taille.  La jonction des nouveaux murs est visible au chevet entre la nef et le transept révélant les différentes époques de construction.
La porte principale à l’ouest est en anse de panier, aux piédroits moulurés, avec deux claveaux chanfreinés se rejoignant par une clef en relief. La porte sud est plus simple, constituée d’un linteau en plein cintre à deux claveaux monolithes moulurés réunis par une petite clef.
A l’est, une modeste verrière à deux compartiments de style gothique éclaire le chœur. 
Un petit clocher ajouré couronne la porte d’entrée ouest. Il est constitué de quatre niveaux délimités par de légères corniches. Le deuxième niveau est constitué de quatre baies : à l’ouest et à l’est les pieds droits sont d’un seul tenant et se finissent par un arc surbaissé prolongé au dernier registre par une ouverture triangulaire, alors que celles du sud et du nord sont coupés au deux tiers par un linteau définissant deux ouvertures prolongées au-dessus de la corniche par un arc en mitre. Les quatre angles du niveau supérieur sont cantonnés de crossettes et soutiennent la toiture de forme polygonale. 
Une nouvelle cloche a été installée dans sa chambre en 2001, baptisée Marie-Anne, elle sonne en fa dièse.
Sous la révolution, en l’an IV (1796), la chapelle fut vendue à Jean-Marie Pierre Le Bastard de Kerguiffinec qui la préserva et la rétrocéda en 1816 à la commune de Saint-Jean moyennant le versement d’une rente annuelle. Elle fut à nouveau ouverte au culte en 1817 par ordonnance royale.

## Le calvaire
Le calvaire du XVIe siècle est situé à deux cents mètres du placître. Posé sur un tertre de deux mètres de haut, il domine maintenant l’entrée du chemin. C’est un carré massif en pierre de taille de granit placé sur un soubassement de deux marches, constituant le socle du calvaire. Il est surmonté d’une corniche qui délimite l'entablement où repose la base de la croix, pierre monolithe à pans coupés. Au-dessus, adossée au fût de la croix, surélevée et taillée pour s’adapter à cette base, est posée la pierre de support de la Vierge de pitié, le visage baigné de larmes qui retient dans ses bras le Christ avant la mise au tombeau. Le fût de la croix est carré à pans coupés et était surmonté, jusqu’à la fin du XIXe siècle, sur la face est d’une Vierge à l’enfant et sur la face ouest d’une crucifixion. Un simple crucifix à croix fleurancée a remplacé ce groupe qui est visible maintenant à la chapelle de Tronoën. Actuellement, un moulage remplace l’original de la Vierge de pitié, déposé lui aussi dans la même chapelle.
À l'exemple de multiples autres calvaires, les figures de celui de saint Evy illustrent l'alliance du terrestre et du divin. À la base, le chagrin et l’affliction purement humaine de la Vierge de pitié et au sommet le sacrifice divin du fils de l’homme. À l’est, adossée au Christ, la présence de la Vierge à l’enfant rappelait la double nature du Sauveur, humaine et divine, permise par l’Incarnation. Ces trois figures associées rappelaient le mystère fondateur de la foi chrétienne.

## Les Pardons
Moment important de la pratique dévotionnelle, les pardons sont un pèlerinage réalisé pour racheter les fautes. Ils furent institués dans toute la chrétienté à partir du XIIIe siècle, sur le modèle des indulgences jubilaires obtenues par tout pèlerin se rendant à Rome au moment des jubilés. Les mêmes indulgences plénières furent données à tout fidèle accomplissant un acte de pèlerinage locale. Selon cette vieille pratique restée vivace en Bretagne, une ou deux fois par an les fidèles se réunissent et processionnent en l’honneur du saint vénéré dans le sanctuaire qui lui est dédié. Seul, le grand pardon, réalisé en août existe encore à Saint-Evy. La procession part du calvaire et descend par le chemin vers la chapelle, précédée de la croix et des bannières. Il a lieu le dimanche suivant le 15 Août. La messe est célébrée en plein air au chevet de la chapelle, sur le « placître-prairie » formant un amphithéâtre naturel. Le petit pardon, plus intimiste à l’usage des habitants de l’enclave, se tenait à l’intérieur de la chapelle et a cessé dans les années 1950. Ce second pardon permettait d’abonder les ressources du Conseil de fabrique provenant des oblations volontaires ou des dons, faites à l'église ou versées dans les troncs. D’autres ressources venaient ensuite des droits casuels perçus pour les mariages, les enterrements, les tentures, les sonneries... Les fabriques ont été supprimées par la loi de 1905. Il est resté dans les paroisses bretonnes des fabriciens (en breton flabic), chargés essentiellement de la quête. L’effectif en est très réduit puisqu’il ne consiste qu’en un seul homme par sanctuaire chargé de récolter le fruit des quêtes. En fonction de l’importance du lieu de culte l’ordre de passage des flabics était hiérarchisé. À Saint-Jean, le premier des flabics était celui de l’église paroissiale, le deuxième celui de Tronoën, le troisième celui de Saint-Evy et le quatrième celui de la fête de la Toussaint. C'est aussi à cette occasion qu'était distribué le pain bénit. Le flabic de la chapelle désignait les jeunes gens les plus méritants pour le distribuer. Ceux-ci gardaient pour leur usage l'obole qui leur était donné par les fidèles en échange du morceau de pain.

## Restauration de la chapelle
En 2000, une association « Les amis de la chapelle de Saint-Evy » « Amezeien chapel Sant Evy », est créée pour assurer la sauvegarde du monument qui était alors en grand péril. L'objectif initial de l'association était de doter la chapelle d’une nouvelle cloche mais pour cela il fallut également restaurer le clocher pour la recevoir. Ensuite, en 2004, l'association se consacra à refaire la toiture avec une charpente en chêne et en cyprès du pays, rétablissant un volume que des réparations antérieures avaient altéré.

## Le mobilier
Nous[Qui ?] connaissons l’emplacement de la statuaire par les descriptions d’un procès-verbal du conseil de fabrique de la chapelle. Grâce à cela, depuis 2013 et après leur restauration, elles purent être replacées et retrouvées la cohérence de la présentation d’origine. A part la Vierge à l’enfant et le saint Fiacre, elles sont du XVIIe siècle, époque des derniers travaux d'agrandissement.
D'autres éléments sont encore manquants et figurent dans le descriptif du procès-verbal. Une paire de chandeliers et un tabernacle n’ont pas été retrouvés.
Le coffre de la fabrique du XVIIe siècle, sauvé in extremis de la destruction par un commerçant de Plonéour-Lanvern et restitué en 2010 à la chapelle, est maintenant réintégré après avoir été restauré en 2014. C'est une huche, coffre rectangulaire en chêne dont le couvercle est plat, fermée par trois serrures. Elle est constituée de panneaux assemblés par moulures, tenons et mortaises, renforcés au centre de chaque côté par des lames rivetées en fer forgé. Par sécurité, les trois serrures obligeaient la présence de trois fabriciens, chacun détenteur d’une clef, pour ouvrir le coffre. Il servait pour conserver les archives et recevoir l’argent collecté. Les collecteurs étaient responsables sur leurs biens propres des sommes perçues.

## Les sculptures

### Saint Evy/sant Evi
Saint Evy, saint They ou saint Devy, selon les sources, serait un compagnon de saint Guénolé. Venu de Cornouaille britannique, il aurait exercé son sacerdoce vers le VIe siècle.
Il y a beaucoup d'incertitudes et de gloses autour du nom de saint Évy, qui n’existe sous cette forme nulle part ailleurs. Serait-ce une déformation de Yvi, Divy ou même de They, consécutif à la prononciation et à l’accentuation de la langue bretonne. Il apparaît sous ces différentes formes dans les registres du conseil de fabrique. Cette incertitude empêche de proposer une hagiographie fiable du patron de cette chapelle.
Sculpture polychrome en bois de chêne du XVIIe siècle, la statue du saint est en évêque mitré et crossé. Il tient le Livre et il porte le pluvial, grand manteau fermé sur la poitrine par une boucle de métal, le fermail ou mors de chape. Celui-ci, placé très haut sur la poitrine, recouvre en partie l'amict. Une vaste ondulation amène le pluvial sur le devant  dans  un mouvement baroque rendu avec naturel par le sculpteur.
Un surplis blanc s’arrête aux genoux et laisse apparaître la robe talaire de couleur bleue.
La sculpture est placée dans une niche en bois chantourné autour de laquelle étaient accrochées, au moment du pardon, les boules de mariage dont il reste encore quelques clous de fixation.

#### Cantique à saint Evy
« A Greiz hor c’halon Bretouned

Meulomp sant Evi benniget

Ha goulennomp na kendalc’ho

Da skuilh e vennoz war hor bro. »

« De tout cœur, Bretons

Louons saint Evy béni

Et demandons qu’il continue

De répandre sa bénédiction sur notre pays. »

### Saint Cado/sant Kado (transept nord)
Le nom du saint apparaît sous diverses formes, Cado en Cornouaille et Vannetais, Cadou en pays Léonard ou Cast en Domnomée. Les savants l'appelleront Cadoc, les bretonnants l'écriront Kado. Il serait né en pays de Galles vers 522. Il débarque d'Irlande dans la rivière d'Etel où il fonde un prieuré. Il réalise de nombreux voyages qui le conduisent en Aquitaine, en Palestine et à Rome. Sur le chemin du retour il est nommé évêque de Bénévent en Italie où en 570 il est tué d’un coup de lance par des Lombards, devenant l'un des rares saints bretons à être vénéré comme martyrs.
Il est le patron des lutteurs qui l’invoquent avant chaque joute, son nom signifiant combattant, kad, en breton.
La sculpture est de facture identique à saint Evy. Il porte le même vêtement si ce n’est qu’il n’est pas mitré. Il aurait la tête nue d’après les indices restant de sa tête mutilée. Il devait tenir dans sa main droite une crosse et de sa main gauche il tient le Livre. L'amict, autour du cou, apparaît bien dans l’échancrure du pluvial lequel, s’il est moins animé que celui de saint Evy, drape le corps du saint avec souplesse, indiquant là aussi le travail d’un maître sculpteur. Le pluvial laisse voir un surplis aux larges manches et une aube qui recouvre en partie les pieds.

### Vierge à l’enfant/ ar Verc’hez gant ar mabig Jezuz (à droite de l'autel)
Sculpture en bois de chêne polychrome que nous pouvons dater du XIVe – XVe siècle et probablement d’origine flamande. Elle aurait pu être apportée de Flandre par les négociants bretons cabotant jusque dans les ports de la mer du Nord.
Sa présence à Saint-Evy reste énigmatique, la date et la richesse de sa décoration ne correspondent pas à l’édification de cette modeste chapelle de dévotion. Elle fut peut-être à l’origine attribuée à un sanctuaire plus prestigieux et, à la suite de dégradations, reléguée à Saint-Evy. Le manteau bleu recouvre une chemise de couleur rouge. L’enfant, dont la tête a disparu, est posé de trois quarts sur la hanche gauche de la Vierge qui lui fait effectuer un léger déhanchement. Il tient dans la main gauche le reste d'un objet non identifié (fleur ou oiseau ?) et de sa main droite il joue avec la chevelure de sa mère, geste que l’on retrouve dans la Vierge à l’enfant de l'église des Carmes de Pont-l’Abbé.
La sculpture a subi d’importantes dégradations sous l'action de l'humidité et des insectes, particulièrement dans sa partie haute. Le visage ayant été gravement mutilé, la moitié gauche est manquante. Elle a été restaurée en 2010. La tête devait être couronnée, mais comme le sommet et toute la partie arrière ont disparu, nous pouvons nous baser sur le vestige d’un bourrelet des cheveux indiquant l’emplacement d’une couronne qui pouvait être métallique.
De la polychromie d’origine il ne reste que des traces, mais celles-ci attestent d’un riche décor, utilisant toutes les ressources du sgraffito. C’est une technique qui consiste à recouvrir une feuille de dorure très fine, de l’ordre de quelques microns, avec une couche de peinture puis, à l’aide d’un stylet, à gratter cette peinture qui laisse apparaître l’or sous-jacent en dessinant des motifs décoratifs pour imiter les tissus de brocart.
Les couleurs encore visibles sont celles des repeints successifs appliqués au cours des siècles. Quatre couches se succèdent, respectant pour les trois premières le code coloré des vierges de cette période. La plus récente est un badigeonnage général dans un ton de gris.
La restitution partielle du visage s’est appuyée sur la base des vestiges du bois laissés intacts par les insectes et n'a pu aller au-delà par manque d'éléments fiables, surtout dans la partie gauche, empêchant de restituer le flot de la chevelure ondoyant jusqu’au geste de l'enfant.

### Saint Fiacre/ sant Fiakr (transept sud)
La sculpture est en pierre calcaire polychrome, peut être d’origine tourangelle. Le saint est représenté en moine bénédictin, revêtu d’un scapulaire noir et d'un capuce à capuchon de la même couleur.
D'origine irlandaise, Fiacre est le fondateur, sans doute au VIIe siècle, d'un monastère à Breuil dans les environs de Meaux. Dès le haut Moyen Âge il reçoit une grande dévotion. Il est le patron des jardiniers, et il guérit aussi du fic, qui était des tumeurs en forme de figue, comme les hémorroïdes que l'on nommait également le « mal de Saint Fiacre », mais aussi des chancres et des cancers. Fiacre fut un des saints les plus populaires du Moyen Âge.
Son attribut est une bêche parce que Fiacre voulant un jardin, l'évêque de Meaux saint Faron, accepta de lui accorder la quantité de terrain qu'il serait capable de délimiter tout autour de son ermitage par un fossé creusé de ses mains en une journée.
Après avoir prié, le moine marcha trainant son bâton derrière lui, exécutant une sorte de troménie, en creusant miraculeusement le sol d'un large fossé autour d'une grande surface de terrain. Il y planta un potager pour nourrir les pèlerins. C’est pourquoi il est le patron des jardiniers et que, dans l'iconographie, le bâton se transforma en pelle ou en bêche.
On ne le trouve pas dans le légendaire des saints bretons car il n'a pas séjourné en Bretagne.

### Crucifixion/C’hroazstagadur (fenêtre sud)
Au-dessus de la fenêtre sud, un Christ en croix, en bois polychrome du XVIIe siècle fut placé là en 2009. Auparavant il était au-dessus de l’autel pour lequel il tenait lieu de croix eucharistique. La nouvelle charpente, plus basse que celle conçue au XVIIe siècle n’a pas permis de le réintégrer à son ancien emplacement.
Le Christ est barbu et cloué sur une croix fleurancée. L’ensemble est de facture plus rude que les autres sculptures, dénotant une origine locale. Le visage est cependant expressif, mais sans excès, il laisse plutôt transparaître une douce tristesse.
Il fut aussi l'objet d'une restauration en 2001, laissant voir sous les badigeons récents les traces d'une polychromie plus riche, surtout sur le perizonium où sont encore visibles des motifs floraux de couleur rouge et des applications de feuille d’or.